# Furusjö
Furusjö er et byområde i Habo kommun i Jönköpings län i Sverige. I 2010 var indbyggertallet 325.